# Westlake, Ohio
Westlake là một thành phố thuộc quận Medina, tiểu bang Ohio, Hoa Kỳ. Năm 2010, dân số của thành phố này là 32729 người.

## Dân số
- Dân số năm 2000: 1054 người.
- Dân số năm 2010: 32729 người.